# Wolfgang-Ekkehard Scharlipp
Wolfgang-Ekkehard Scharlipp (Bad Salzuflen, 22 juli 1947) is een Duits turkoloog, tibetoloog en Indiakundige.
Scharlipp schreef meerdere werken, artikelen in vaktijdschriften en vertalingen van romans en vertellingen uit het Turks. Hij beheerst daarnaast het Chinees en Arabisch.
Scharlipp was professor van de Turkse taal- en literatuurgeschiedenis aan de universiteiten van Freiburg im Breisgau, Zürich en het Griekse deel van Nicosia en sinds 1997 in Kopenhagen.